# Alfons Jeurissen (senator)
Alfons Jeurissen (Zonhoven, 16 november 1900 - 11 december 1969) was een Belgisch senator.

## Levensloop
Jeurissen was eerst grondarbeider bij de Luikse hoogovens en was daarna een van de eerste mijnwerkers in de koolmijn van Winterslag. Vervolgens richtte hij een schrijnwerkersbedrijf op. Tijdens de Tweede Wereldoorlog behoorde hij tot het Verzet en hielp hij Engelse piloten onderduiken.
Na de oorlog was hij korte tijd lid van de CVP, waarna hij overstapte naar de Volksunie. Van 1947 tot 1969 was hij gemeenteraadslid van Zonhoven, waar hij van 1965 tot aan zijn dood schepen was.
Van maart 1968 tot aan zijn dood was hij Volksunie-senator voor het arrondissement Hasselt. In de Senaat zette hij zich in voor de rechten van mijnwerkers.